# Halvcentrala bandet
Halvcentrala bandet är en krans av bebyggelse på, eller alldeles utanför, gränsen för Stockholms innerstad. Området är inte exakt definierat och begreppet används främst i stadsbyggnadsstrategiska sammanhang. I Söderort kan stadsdelar som Johanneshov, Årsta, Liljeholmen och Gröndal räknas dit, liksom Alvik, Traneberg och Ulvsunda i Västerort. Södra Hammarbyhamnen, som formellt räknas till Innerstaden men ligger utanför Hammarbyleden, brukar även inkluderas i Halvcentrala bandet. På samma sätt inräknas ofta motsvarande innerstadsnära områden i Solna kommun, där den norra delen av Hagastaden ligger, och i Nacka kommun. Även omvandlingsområden inom den yttre delen av Stockholms innerstad kan ibland beskrivas som en del av Halvcentrala bandet, till exempel Norra Djurgårdsstaden. Området har sedan 1980-talet (Marievik, Globenområdet) varit föremål för en gradvis omvandling till tätare och mer stadsmässig bebyggelse. Ett exempel på detta, delvis med innerstadsprägel, är Hammarby sjöstad.
SL använder begreppet halvcentrala bandet för ett område bestående av Västerort, Söderort, Solna kommun, Sundbybergs kommun, Lidingö kommun och Sicklaön.